# Cabinet Wüst I
Pour les articles homonymes, voir Cabinet Wüst.
Land de Rhénanie-du-Nord-Westphalie
Laschet Wüst II
Le cabinet Wüst I (en allemand : Kabinett Wüst I) est le gouvernement du Land de Rhénanie-du-Nord-Westphalie entre le 27 octobre 2021 et le 29 juin 2022, sous la 17e législature du Landtag.

## Historique du mandat
Ce gouvernement est dirigé par le nouveau ministre-président chrétien-démocrate Hendrik Wüst, précédemment ministre des Transports. Il est constitué et soutenu par une « coalition noire-jaune » entre l'Union chrétienne-démocrate d'Allemagne (CDU) et le Parti libéral-démocrate (FDP). Ensemble, ils disposent de 100 députés sur 199, soit 50,3 % des sièges du Landtag.
Il est formé à la suite de la démission d'Armin Laschet, au pouvoir depuis juin 2017.
Il succède donc au cabinet Laschet, constitué et soutenu par une coalition identique.

### Formation
Au début du mois d'octobre 2021, Armin Laschet — chef de file de la CDU/CSU aux élections fédérales — annonce qu'il renonce à ses responsabilités régionales au profit de son mandat de député au Bundestag et indique avoir choisi Hendrik Wüst pour lui succéder.
Le 27 octobre, ce dernier est donc investi ministre-président par 103 voix lors d'une séance du Landtag. Il présente aussitôt son équipe gouvernementale, dans laquelle l'intégralité des ministres est reconduit tandis qu'Ina Brandes prend sa succession au poste de ministre des Transports.

### Succession
Aux élections régionales du 15 mai 2022, la CDU arrive en tête mais le gouvernement perd sa majorité en raison du recul du FDP. Un accord de coalition noire-verte entre l'Union chrétienne-démocrate et l'Alliance 90/Les Verts est conclu cinq semaines plus tard, une première pour le Land le plus peuplé d'Allemagne. Le 28 juin, Hendrik Wüst est réélu ministre-président par le Landtag.

## Composition
- Par rapport au cabinet Laschet, les nouveaux ministres sont indiqués en gras et ceux ayant changé d'attributions le sont en italique.

| Fonction                                                                                       | Titulaire | Titulaire                 | Parti |
| ---------------------------------------------------------------------------------------------- | --------- | ------------------------- | ----- |
| Ministre-président                                                                             |           | Hendrik Wüst              | CDU   |
| Vice-ministre-président Ministre de l'Enfance, de la Famille, des Réfugiés et de l'Intégration |           | Joachim Stamp             | FDP   |
| Ministre des Finances                                                                          |           | Lutz Lienenkämper         | CDU   |
| Ministre de l'Intérieur                                                                        |           | Herbert Reul              | CDU   |
| Ministre de l'Économie, de Innovation, du Numérique et de l'Énergie                            |           | Andreas Pinkwart          | FDP   |
| Ministre du Travail, de la Santé et des Affaires sociales                                      |           | Karl-Josef Laumann        | CDU   |
| Ministre de l'Éducation et de la Formation professionnelle                                     |           | Yvonne Gebauer            | FDP   |
| Ministre de la Patrie, des Affaires communales, des Travaux publics et de l'Égalité            |           | Ina Scharrenbach          | CDU   |
| Ministre de la Justice                                                                         |           | Peter Biesenbach          | CDU   |
| Ministre des Transports                                                                        |           | Ina Brandes               | CDU   |
| Ministre de l'Environnement, de l'Agriculture, de la Nature et de la Consommation              |           | Ursula Heinen-Esser       | CDU   |
| Ministre de la Culture et de la Science                                                        |           | Isabel Pfeiffer-Poensgen  | Sans  |
| Ministre des Affaires fédérales, européennes et internationales                                |           | Stephan Holthoff-Pförtner | CDU   |